# Rybi Rynek
Rybi Rynek – plac w obrębie Starego Miasta w Bydgoszczy, nad Brdą.

## Położenie
Rybi Rynek znajduje się w północnej części Starego Miasta, u północnego wylotu ul. Podwale, między ul. Grodzką, a nabrzeżem Brdy. Na przeciwległym nabrzeżu Brdy znajduje się neogotycki gmach Poczty Głównej w Bydgoszczy.
Przy rynku cumują na stałe barki-kawiarnie oraz znajduje się przystań pasażerska Bydgoskiego Tramwaju Wodnego. Zlokalizowane na płycie rynku parkingi zostaną skasowane do 2022, a w ich miejsce pojawić się ma mozaika - róża wiatrów oraz zrekonstruowany dźwig portowy z przełomu XIX i XX wieku.

## Historia

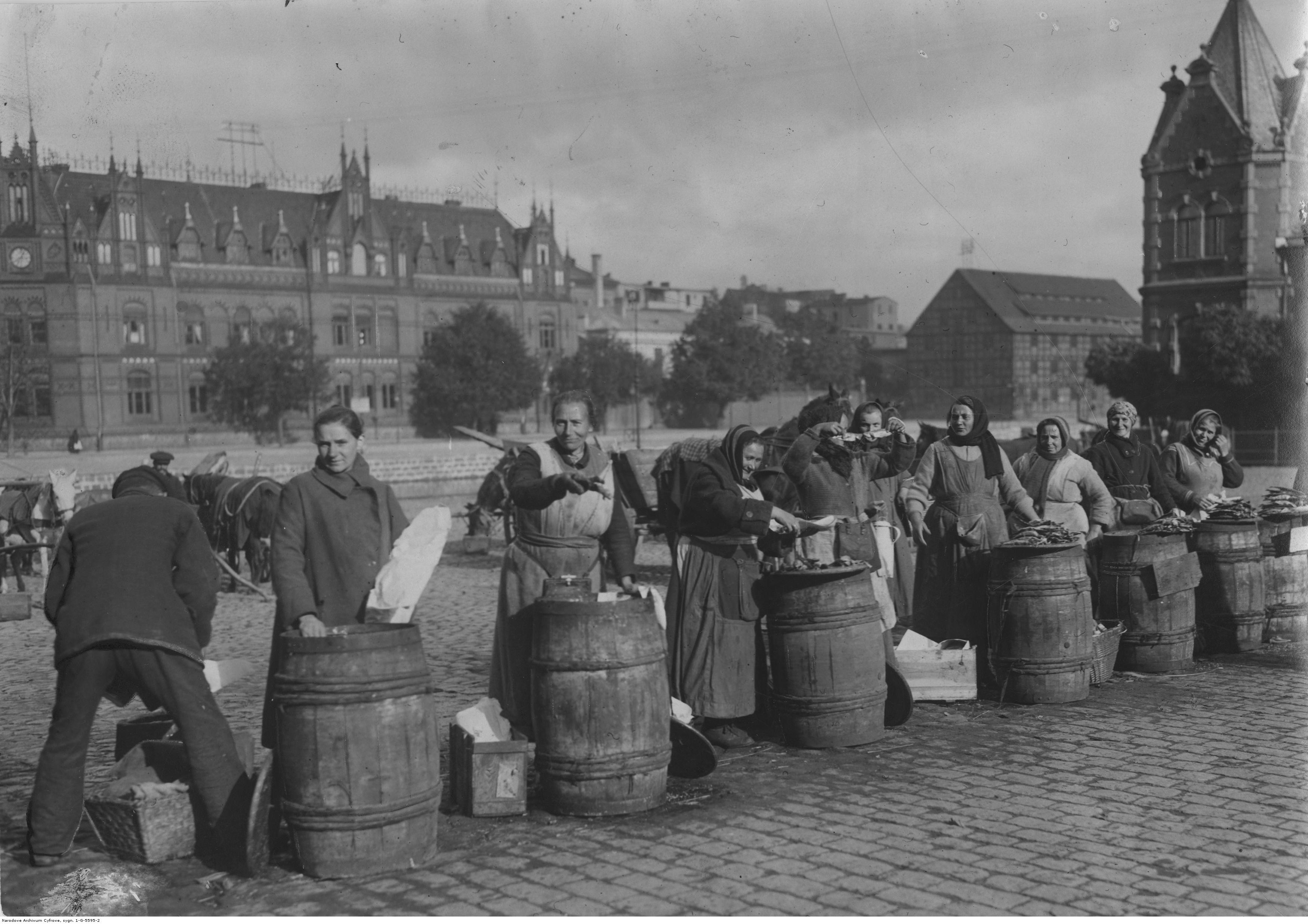
Handlarki sprzedające śledzie z beczek na Rybim Rynku w Bydgoszczy (Listopad 1925).

Rybi Rynek zwany był w średniowieczu Rybakami, a w XIX w. Rybim Targiem. Od XVI wieku, aż do 1946 r. stanowił tradycyjne miejsce handlu rybami. Do placu przybijały w średniowieczu galery i łodzie, a później barki i parostatki.
W XIX wieku był centralnym miejscem portu, w sąsiednich spichrzach magazynowano ryby i śledzie z Gdańska, na Brdzie znajdowały się natomiast umocowane pływaki sieciowe z rybami i rakami.
Na rynku stałe miejsce miały stragany czynne od rana do wieczora. W 1906 roku sprzedaż ryb przeniesiono do hali targowej, ale na rynku nadal sprzedawano śledzie solone w beczkach oraz wyroby garncarskie.
W 2017 przygotowano projekt przebudowy placu i likwidacji na nim parkingu. W tym samym roku urządzono tu po raz pierwszy jarmark świąteczny. Przygotowany projekt przewiduje przebudowę nawierzchni rynku i umieszczenie na niej róży wiatrów, a także elementów małej architektury, w tym portowego żurawia.
Również w 2017 roku przystąpiono do wznoszenia na narożniku ulic Podwale i Grodzkiej małego budynku hotelowego, ze szklanym łącznikiem nad ul. Jatki.

### Nazwy
Plac w przekroju historycznym posiadał następujące nazwy:
- 1816 – Pack Hoff
- 1866–1920 – Fischmarkt
- 1920–1939 – Rybaki (Rybi Rynek)
- 1939–1945 – Fischmarkt
- od 1945 – Rybi Rynek

### Związki z serialemCzterej pancerni i pies
W 1968 r. Rybi Rynek był elementem scenografii odcinka nr 15 pt. "Wysoka fala" serialu Czterej pancerni i pies. Bydgoszcz udawała niemieckie miasto Ritzen. Zdjęcia kręcono na różnych odcinkach Bydgoskiego Węzła Wodnego, na przykład w rejonie ulicy Fordońskiej, śluzy Miejskiej oraz Okole. Po wysadzeniu śluzy przez Gustlika strzałem z pancerfausta, woda zalała Rybi Rynek, na którym nagrywano sceny walk z udziałem czołgów i głównych bohaterów filmu.

## Galeria

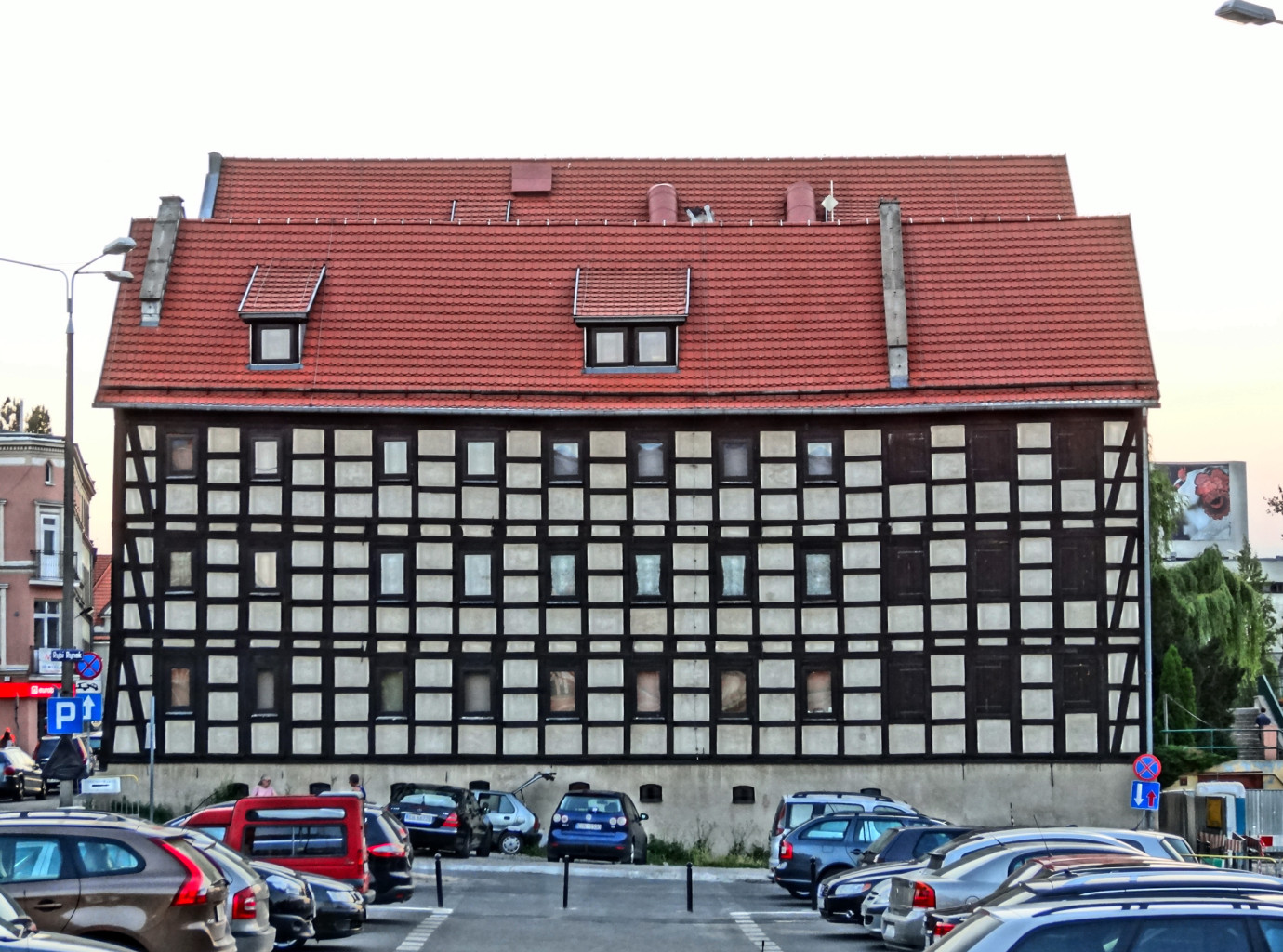
Spichrze od Rybiego Rynku
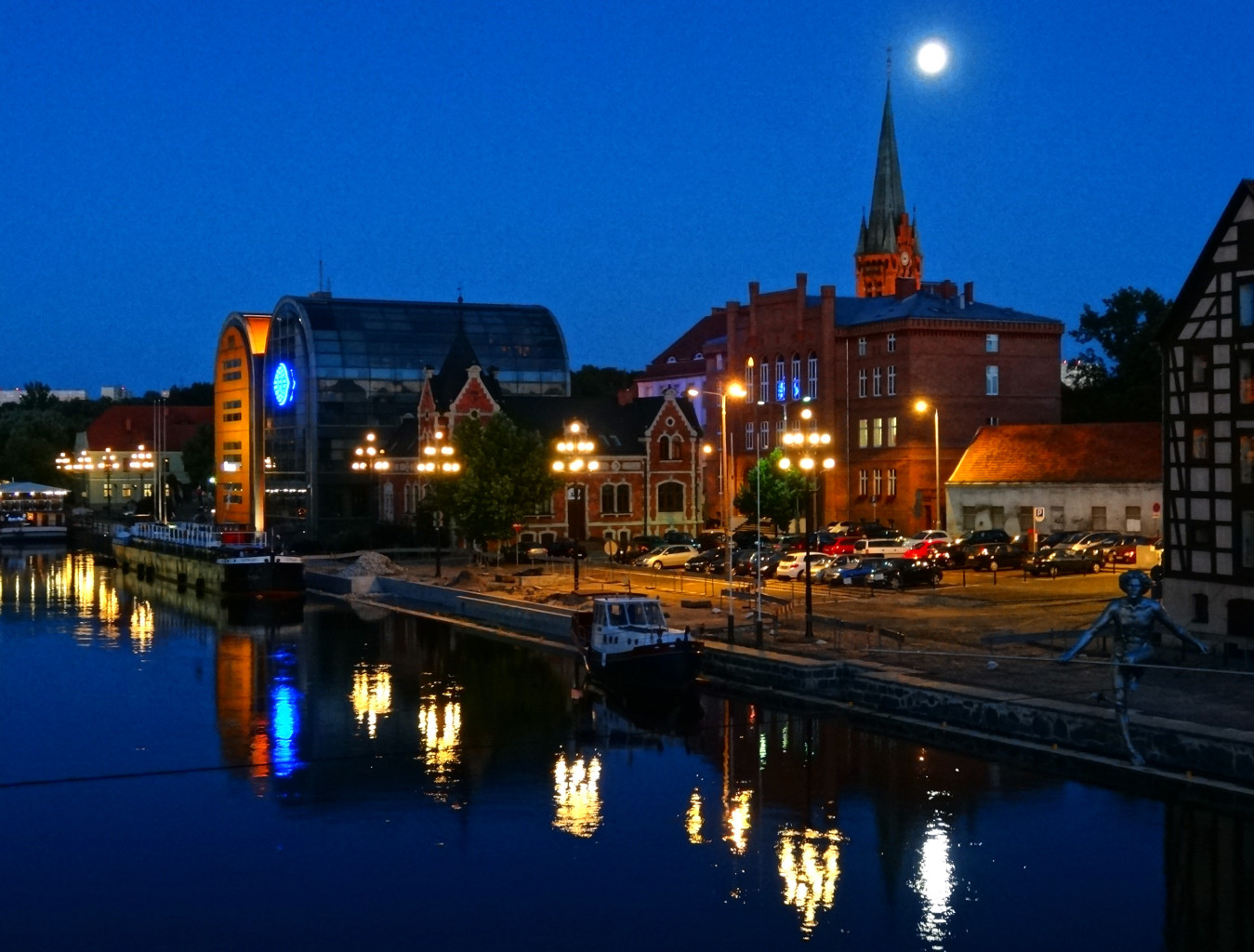
O zmierzchu
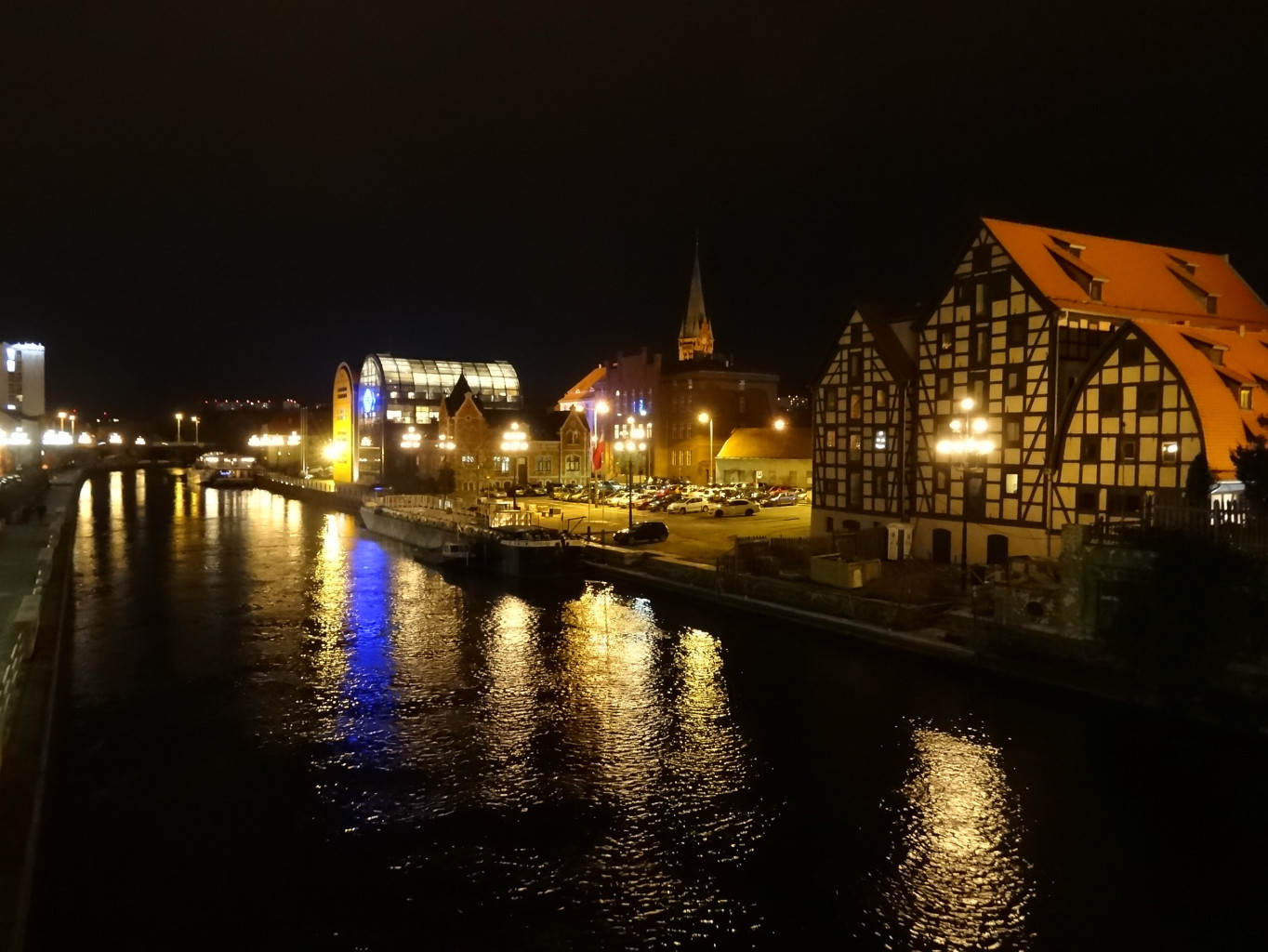
Nocą

## Zabudowa
| Nr | Adres          | Lata budowy | Styl architektoniczny  | Wpisany do rej. zabytków | Uwagi | Zdjęcie |
| 1. | Pałacyk Lloyda | 1886        | manieryzm niderlandzki | T                        | Pałacyk wzniósł w latach kapitan żeglugi Otto Liedtke. Do 1920 r. był siedzibą zarządu i administracji Bydgoskiego Towarzystwa Żeglugi Śródlądowej (Bromberger Schleppschiffahrt), po czym do 1939 r. siedzibą Lloyda Bydgoskiego. Po II wojnie światowej budynek nadal służył przedsiębiorstwu żeglugowemu (Żegluga Bydgoska). W 1995 r. BRE Bank (nowy właściciel) dokonał rewaloryzacji pałacyku wraz z odtworzeniem detali architektonicznych (gzymsy, naczółki, sterczyny, obeliski, iglica z wiatrowskazem). |         |
| 2. | Spichrze       | 1793–1800   | szachulec              | T                        | Zostały zbudowane przez kupca Samuela Gotloba Engelmanna i przez ponad 150 lat służyły celom magazynowym. Po wielkim pożarze w lutym 1960 r., który strawił dwa budynki przylegające do Rybiego Rynku noszące numery 13 i 15, władze miejskie ocalałe obiekty przeznaczyły dla potrzeb Muzeum Okręgowego. W latach 1962–1964 zostały zaadaptowane na cele wystawiennicze. W latach 1998–2006 przeprowadzono generalny remont budynków.                                                                             |         |
| 3. | Grodzka 14     | 1875–1876   |                        | N                        | Kamienica na rogu ul. Podwale, w latach 1961–1988 mieścił się w niej Teatr Kameralny – druga scena teatru dramatycznego w Bydgoszczy. |         |